# Archer (Fate/stay night)
Archer es un personaje de ficción de la novela visual japonesa y serie anime Fate/stay night de TYPE-MOON, es el servant de una de las protagonistas, Rin Tohsaka. 
El seiyū de Archer es Junichi Suwabe. En Latinoamérica es doblado por diferentes personas Joel González en Stay Night en Venezuela y Joaquín López en Extra Last Encore en su forma Golem en México, mientras que en España es Alfonso Vallés.

## Descripción
Su título de "Archer" se refiere a su gran habilidad con armas a distancia, que caracterizan al guerrero que se transforme en este tipo de servant, junto con todas la habilidades necesarias para usar estos ataques. Sin embargo esta clase no solo incluye a los héroes que en vida fueron arqueros, sino también todo aquel que posea un poder que le permita disparar cualquier tipo de proyectil a distancia; tal como lo pueden hacer los Archers Emiya y Gilgamesh, que logran disparar espadas, lanzas y cuchillos con gran precisión y en gran cantidad desde distancias significativas.
Archer es sarcástico y cínico, pero tras su aparente dura fachada yace una compleja y oscura personalidad que se revela a medida que avanza la historia. Considera a Shirōu Emiya, débil y utópico en sus métodos idealistas, reconociendo la mentalidad de Shirōu de "salvarlos a todos" como una meta estúpida e imposible.
Contrario al resto de los servants de su clase, Archer posee la capacidad de materializar armas de cualquier tipo, siendo sus favoritas un par de falcatas gemelas chinas, llamadas Kanshō y Bakuya. Con esas armas practica su particular estilo de lucha cuerpo a cuerpo, lo que se considera extraño en un Archer, ya que su capacidad para el combate cuerpo a cuerpo suele ser nula, porque como su nombre lo indica (Arquero), son tiradores a distancia. Esto le sirvió como una gran ventaja en los combates, como pudo verse en su primer encuentro con Lancer, a quien pudo tomar por sorpresa con sus falcatas gracias a que este esperaba encontrarlo indefenso en un cuerpo a cuerpo.
Su habilidad personal es la proyección, la cual es un subproducto de su Reality Marble. Esto le permite replicar cualquier arma cortante que haya visto, pero nunca siendo igual a la original, por lo que cada arma proyectada es reducida en un grado en relación con la original. Sin embargo, al poseer la capacidad de copiarlas de forma ilimitada, aun los originales pueden ser destruidos al enfrentar un número indefinido de copias consecutivas. Debido a esto Archer es conocido como el "Espíritu Heroico de la Forja de Hierro".
Utilizando su arco, es capaz de lanzar ciertos Noble Phantasm con gran carga de prana, los cuales son conocidos como Broken Phantasm, que al impactar contra su objetivo provocan grandes explosiones.

## Historia
Debido a que es una invocación incompleta, aparentemente no recuerda su identidad, pero posteriormente se descubre que solo es una mentira para no interferir con el curso de la historia. En su enfrentamiento contra Berserker "de la serie Fate/Stay Night", da a entender que conoce y recuerda a Illyasviel, además, durante este combate hace comentarios reconociendo que solo fingía no conocer a todos y le comenta a Berserker que sabe de antemano que perderá, pero antes de ello debe matarlo una determinada cantidad de veces.
Se sabe que es una versión de Shirou Emiya que luego de ganar la quinta guerra del Grial, en una línea de tiempo distinta, se entrenó al límite, convirtiéndose, al igual que su padre, en un agente "Freelance". Para poder detener una catástrofe y salvar la vida de cientos de personas, decidió hacer un trato con "Alaya" convirtiéndose en un Counter Guardian. Al final, de forma irónica, terminó muerto al ser entregado a la mente maestra de la guerra que trataba de finalizar y es ejecutado. A pesar de eso, no siente odio hacia la humanidad.

## Verdadera identidad
Archer es el adulto Emiya Shirou, el personaje principal de Fate/stay night. Fue el ganador de la 5.ª Guerra del Santo Grial, y la viva encarnación del "Héroe de la Justicia". Su aparición como Servant en la quinta guerra se debe a que el Trono de Héroes, que preserva las almas de todos los Espíritus Heroicos, existe fuera de cualquier línea temporal convencional, por lo que Archer puede ser llamado a cualquier punto de la historia.
Todo magus que desee invocar un Servant necesita en el ritual de llamado un artefacto relacionado al héroe que haya sido significativo en su vida humana, y a este objeto se le conoce como catalizador. Tohsaka Rin no poseía ningún catalizador al momento de la invocación, puesto que ella pensaba que no era del todo necesario, pero es imprescindible contar con este artefacto cuando se invoca un Espíritu Heroico ya que esto actúa como enlace con el mismo. Dado que Rin no poseía catalizador, la invocación de Archer es un caso especial donde es el Espíritu Heroico quien posee el catalizador que lo conecta a su Master, y este objeto es la joya que Rin usó para salvar la vida de Shirou al ser atacado por Lancer en la escuela. El Shirou que finalmente se convirtió en Espíritu Heroico (EMIYA), jamás dejó el pendiente que encontró aquella noche tras ser salvado. Él descubre la joya después de que Rin le cura y la guarda hasta que la devuelve (como Archer) a Rin en el prólogo del juego.
Archer y Shirou se enfrentan más allá de lo que muestra el primer anime/ruta. En la serie/ruta Fate/Stay Night: Unlimited Blade Works, Archer quiere matar a Shirou, diciéndole que el futuro que le espera solo le traerá dolor y sufrimiento, y aunque un Héroe de la Justicia es alguien que busca el camino donde haya menos sangre, eso al final no servirá para salvar a todos. Los trágicos eventos que vivió siendo Shirou y las sangrientas e interminables batallas siendo Archer, lo llevaron a convencerse de que la única salvación para él era esperar el momento de ser invocado por Rin y asesinar a su yo del pasado, en un intento de alterar la historia. La batalla entre ellos culmina con Shirou vencedor, demostrándole a Archer que el futuro no está escrito, y que pese a los defectos de su ideal, valdrá la pena seguir adelante. Con eso Archer se recuerda a sí mismo teniendo ese ideal, y decide volver a intentar ser el héroe que siempre quiso ser.
El poema que utiliza el Espíritu Heroico EMIYA para invocar su Reality Marble Unlimited Blade Works trata de sus propias vivencias a lo largo de su vida. Tanto Archer como Shirou poseen dos versiones del poema, una en japonés y otra en inglés. A pesar de ser diferentes y una no ser traducción de la otra y viceversa, las dos versiones son completamente válidas y reflejan la vida del conjurador.
| Inglés | Español (traducción de poema en inglés) |
| --- | --- |
| I am the bone of my sword. Steel is my body, and fire is my blood. I have created over a thousand blades. Unknown to Death. Nor known to Life. Have withstood pain to create many weapons. Yet, those hands will never hold anything. So as I pray, unlimited blade works. | Yo soy el hueso de mi espada. Acero es mi cuerpo, y fuego es mi sangre. He creado más de mil espadas. Desconocido para la muerte. Ni conocido para la vida. He soportado dolor para crear muchas armas. Sin embargo, esas manos jamás sostendrán nada. Por lo que declamo, forja ilimitada de espadas. |

| Japonés | Romaji | Español (traducción de poema en japonés) |
| --- | --- | --- |
| 体は剣で出来ている。 血潮は鉄で心は硝子。 幾たびの戦場を越えて不敗。 ただの一度も敗走はなく、 ただの一度も理解されない。 彼の者は常に独り 剣の丘で勝利に酔う。 故に、生涯に意味はなく その体は、きっと剣で出来ていた。 | Karada wa tsurugi de dekiteiru. Chishio wa tetsu de kokoro wa GARASU. Ikutabi no senjou wo koete fuhai. Tada no ichido mo haisou wa naku. Tada no ichido mo rikai sarenai. Ka no mono wa tsune ni hitori. Tsurugi no oka de shouri ni you. Yue ni, shougai ni imi wa naku. Sono karada wa, kitto tsurugi de dekiteita | Mi cuerpo está hecho de espadas. Mi sangre de hierro y mi corazón de cristal. Invicto en incontables campos de batalla. Ni una sóla vez hui, Ni una sóla vez fui comprendido. Siempre estuve solo, embriagado por la victoria en la colina de espadas. Por lo tanto, mi vida no tuvo sentido. Este cuerpo, estaba sin duda hecho de espadas. |

El poema de Archer difiere con el de Shirou, ya que sus experiencias y vivencias son diferentes. Tal como denota el mismo protagonista de Fate/stay night al final de la ruta Unlimited Blade Works, estas son "las palabras que forman a Emiya Shirou."

## Noble Phantasms
- Unlimited Blade Works: Creación Infinita de Espadas

Rango: E~A++
Tipo: Soporte.
Un Reality Marble (Esfera de Realidad), también llamado Campo Confinado Inherente, es un tipo de hechicería extremadamente rara de alto nivel, la cual crea una realidad cerrada y separada que es una representación física del alma de quien lo usa. Con un "Reality Marble", el que lo manifieste es capaz de sobrepasar las leyes de la naturaleza; para Archer, esto es la creación del campo de batalla perfecto. Aunque realmente no es un "Noble Phantasm", este hechizo es tratado como si lo fuera.
El Reality Marble de Archer es conocido como "Unlimited Blade Works". Este se manifiesta como un infinito valle desértico, con los incontables "Noble Phantasms" que Archer ha visto a lo largo de su vida. Dentro del "Unlimited Blade Works" existen todos los materiales y magia requeridos para facilitar la proyección, permitiéndole duplicar cualquier arma blanca solo con haberla visto. Además, la proyección de Archer le garantiza heredar las habilidades combativas de aquellos que antes usaron esa arma, garantizándole eficiencia y maestría instantánea con aquello que proyecte. Sin embargo, la calidad del encantamiento de cada arma se reducirá en un rango, nunca igualando la original. Espadas, lanzas, y alabardas son favorecidas, pero los escudos son solo replicables a un substancial coste de energía mágica. Muchos de los "Noble Phantasms" dentro de "Unlimited Blade Works" son copias de las legendarias armas archivadas dentro de Gate of Babylon que pudo ver durante la quinta guerra. Posteriormente obtuvo nuevas armas, y otras "citadas más abajo" son creadas por Archer más tarde a lo largo de su vida, lo que convertiría este poder en un espacio que contiene un número de armas aún mayor que el Gate of Babylon.
Al igual que Gilgamesh, Archer puede disparar sus Noble Phantasms como incontables proyectiles letales.

### Noble Phantasm dentro del "Unlimited Blade Works"
- Kanshō y Bakuya: Gan Jiang y Mo Ye

Rango: C-
Tipo: Anti Unidad.
Un adornado par de falcatas chinas, cada una representa las contrastadas fuerzas del yin yang. Ambas armas son las preferidas de Archer para el combate cuerpo a cuerpo, y además pueden ser lanzadas como bumeranes, impactando en blancos insospechados. Si una de ellas es lanzada, volverá a la mano de su portador siempre que la otra espada siga sostenida por la mano opuesta. Estas espadas pueden ser extendidas gracias a la magia de refuerzo, adquiriendo la apariencia de plumas mortíferas con mayor poder destructivo. Adicionalmente, el uso de estas espadas proporcionan un incremento a la resistencia de hechicería enemiga.
El nombre de estas espadas gemelas tiene raíces en una leyenda del periodo Primavera y Otoño de la historia china, en la cual un habilidoso forjador llamado Gan Jiang fue contratado por el Emperador Wu para construir las espadas más mortales jamás creadas, bajo amenaza de muerte. Gan Jiang, y su mujer, Mo Ye, viajaron a la montaña, donde Gan Jiang descubre un meteorito caído de los cielos que contiene un metal extraño. Pese a sus esfuerzos, Gan Jiang es incapaz de trabajar el adamántico material; en la desesperación de librar a su marido de la ira del Emperador, y para horror de Gan Jiang, Mo Ye se arrojó a sí misma en la forja de su marido, proveyéndole fuego de suficiente fuerza para permitir que Gan Jiang moldeara el extraño metal. Las espadas completas fueron llamadas así en honor al legendario herrero y a su amada esposa.
Curiosamente estas armas son una paradoja en sí mismas ya que la habilidad llamada proyección exige haber visto alguna vez el objeto original para poder crear una copia, sin embargo, ni Shirou ni Archer han visto en alguna ocasión las cuchillas originales; Shirou puede utilizarlas al haber imitado las réplicas creadas por Archer y este puede ya que aprendió a crearlas cuando aun era Shirou.
- Caladbolg II: La espada espiral falsa

Rango: A
Tipo: Anti Unidad.
Esta atornillada y alargada espada fue creada por Archer como una modificación de Caladbolg, la legendaria arma de Fergus mac Róich en la mitología irlandesa. Archer la modificó para que fuera posible dispararla con un arco, de esa forma puede atacar a sus oponentes desde largas distancias. Esta espada espiral tiene la capacidad de distorsionar el espacio a su alrededor, y con ello evita que sus enemigos puedan defenderse. A partir de su función como Broken Phantasm, Caladbolg puede ser cargada con prana, lo cual la convierte en un potente proyectil explosivo.
- Rho Aias: Los siete anillos que cubren los furiosos cielos

Rango: ??
Tipo: Defensa.
Una extremadamente poderosa barrera espiritual, y el mejor Noble Phantasm defensivo que Archer usa. Originalmente se trataba de un gran escudo de bronce recubierto con siete láminas de curtido cuero de buey, la activación de este "Noble Phantasm" materializa siete consecutivos pétalos de flor prismáticos, cada uno de ellos emulando la fuerza defensiva de una fortaleza. Rho Aias fue una vez propiedad de Ajax, el héroe griego de la Ilíada que luchó contra Héctor de Troya en combate.
Es considerado uno de los mejores Noble Phantasm de tipo barrera, pues ha sido capaz de bloquear muchos Nobles Phantasm de otros servants.
- Hrunting: El sabueso de las planicies rojas

Rango: ??
Tipo: Anti Unidad.
Una delgada, serrada espada propulsada, vista por primera vez en posesión de Archer en Fate/hollow ataraxia. Cuando se dispara como un Broken Phantasm, Hrunting activada, sigue directamente la ruta más rápida hacia su objetivo, y continúa hacia su destino sin que la espada pueda ser evadida, reflejada o bloqueada. Este "Broken Phantasm" puede penetrar cualquier tipo de obstáculos, y posee suficiente poder para traspasar un Rho Aias de cuatro pétalos que Shirou proyectó. En dene, una espada llamada Hrunting fue regalada al héroe Beowulf por Unferth, y más tarde usada en una batalla contra un gran ettin conocido como Madre de Grendel.
- Excalibur Image: Espada dorada por siempre distante

Rango: ??
Tipo: Anti Fortaleza.
Esta espada es vista por primera vez en el juego Fate Extra CCC. Se trata de una versión degradada de la Excalibur original, la cual puede ser proyectada por Archer en sus batallas. Normalmente solo puede ser usada cuando se invoca el Unlimited Blade Works, debido a que solo en su Campo Confinado Inherente (Reality Marble) cuenta con los materiales necesarios para realizar una réplica. Al tratarse de un arma divina, su proyección no debería ser posible, pero en las rutas UBW y Heaven's Feel, se muestra que Archer tiene a Excalibur dentro de sus memorias.

## Recepción
Archer es considerado uno de los personajes más populares de Type-Moon.
En los Popularity polls de Fate/Stay Night 2004 y 2006, Archer fue elegido en tercer lugar. Además de ser el más votado en las encuestas masculinas.
En el Type-Moon's 10th Anniversary Character Poll, Archer nuevamente fue elegido en tercer lugar, y mantuvo su liderato como el mejor personaje masculino.
- Datos: Q3543951